# Чемпионат мира по лёгкой атлетике в помещении 2018
17-й чемпионат мира по лёгкой атлетике в помещении проходил с 1 по 4 марта 2018 года на арене National Indoor Arena в Бирмингеме (Великобритания). Английский город во второй раз в истории принял у себя зимний чемпионат мира: впервые это произошло в 2003 году. К участию были допущены спортсмены, выполнившие в установленные сроки необходимые квалификационные требования и нормативы. Всего на старт вышли 632 легкоатлета из 144 стран мира (334 мужчины и 298 женщин). На протяжении четырёх дней были разыграны 26 комплектов медалей.

## Выбор места проведения
Решение провести турнир в Бирмингеме было принято 15 ноября 2013 года на Совете ИААФ. Изначально Федерация лёгкой атлетики Великобритании выдвигала заявку на проведение чемпионата 2016 года, который был в итоге отдан американскому Портленду. Единогласным решением следующий турнир решено было провести в британском городе.

## Символика турнира
Талисманом чемпионата стала малая панда Руби. Выбор организаторов был обоснован желанием привлечь внимание к проблеме сокращения популяции этих животных.

## Запрет на участие сборной России
На втором чемпионате мира в помещении подряд не выступала сборная России. Отстранение российских легкоатлетов от международных стартов, инициированное ИААФ в ноябре 2015 года в связи с допинговым скандалом, в очередной раз было оставлено в силе 26 ноября 2017 года. В то же время Международная федерация допустила к соревнованиям в Бирмингеме в индивидуальном порядке 7 спортсменов из России, которые смогли выступить в качестве нейтральных атлетов. Общими усилиями им удалось завоевать три медали: Мария Ласицкене и Данил Лысенко выиграли прыжок в высоту, а Анжелика Сидорова стала второй в прыжке с шестом.

## Итоги соревнований
Как и на предыдущем чемпионате, в Бирмингеме не проводилась квалификация в технических дисциплинах. Состав основных соревнований в прыжковых дисциплинах и толкании ядра (от 12 до 16 человек) был сформирован с учётом квалификационных нормативов и рейтинга сезона.
На соревнованиях был установлен один мировой рекорд. Автором нового достижения стала мужская сборная Польши, которая неожиданно опередила в эстафете 4×400 метров главных фаворитов соревнований — команду США. На протяжении всех четырёх этапов американцы уверенно лидировали, временами отрываясь от преследователей на 10 метров. Однако на заключительных метрах эстафеты поляк Якуб Кшевина смог настичь финишёра сборной США Вернона Норвуда и опередить того на 0,2 секунды. Кароль Залевский, Рафал Омелько, Лукаш Кравчук и Якуб Кшевина улучшили прежний мировой рекорд на 0,36 секунды, показав результат 3.01,77.
Двукратной чемпионкой мира 2018 года стала эфиопская бегунья Гензебе Дибаба, выигравшая бег на 1500 и 3000 метров. Оба раза она оказывалась сильнейшей в финишном спринте против британки Лоры Мьюр (завоевала серебро и бронзу на этих дистанциях) и Сифан Хассан из Нидерландов (бронза и серебро соответственно).
Две золотых медали также выиграла американка Кортни Около, ставшая лучшей в беге на 400 метров и в эстафете 4×400 метров. В последнем случае сборная США показала второй результат в истории (3.23,85), уступив мировому рекорду всего 0,48 секунды.
Рено Лавиллени из Франции стал трёхкратным чемпионом мира в помещении в прыжке с шестом (прежде он выигрывал соревнования в 2012 и 2016 годах). Чех Павел Маслак добился аналогичного достижения в беге на 400 метров: для него золотая медаль стала третьей подряд. При этом в финальном забеге он финишировал только третьим и был объявлен победителем спустя некоторое время после дисквалификации двух первых участников. Оскар Усильос из Испании и Лугелин Сантос из Доминиканской Республики были наказаны за переход на чужую дорожку.
Американец Кристиан Коулман выиграл бег на 60 метров со вторым результатом в истории лёгкой атлетики — 6,37. Быстрее бежал только он сам двумя неделями ранее, когда на чемпионате США установил мировой рекорд 6,34.

## Критика
За время проведения турнира спортсмены и медиа неоднократно обращали внимание на низкий уровень организации соревнований. В конце февраля — начале марта 2018 года в Великобритании, как и по всей Европе, установилась аномально холодная погода со снегопадами. В связи с этим на большинстве официальных объектов чемпионата (гостиницы, разминочные зоны, основная арена) существовали проблемы с отоплением.
Участники отмечали, что им не была предоставлена возможность предварительно ознакомиться с беговой дорожкой. Для разминки было предложено небольшое холодное помещение за пределами арены. В результате большинство участников впервые опробовали дорожку уже по ходу соревнований.
Незнакомая арена с более приподнятыми, чем обычно, виражами стала одной из вероятных причин другой проблемы. Чемпионат мира в помещении 2018 года запомнился большим количеством дисквалификаций в связи с переходом на чужую дорожку на дистанциях от 400 до 3000 метров. Уже в предварительном раунде бега на 400 метров у мужчин произошёл уникальный случай: впервые в истории крупных соревнований все участники забега были дисквалифицированы (один — за фальстарт и ещё четыре за нарушение разметки). В дальнейшем за аналогичные и другие нарушения были дисквалифицированы 27 легкоатлетов, преимущественно бегуны. Были пересмотрены результаты финалов в беге на 400 и 800 метров у мужчин, в эстафете 4×400 метров у женщин. Добиться отмены дисквалификации удалось только американцу Дрю Уиндлу (серебро в беге на 800 метров) и женской сборной Великобритании в эстафете 4×400 метров.

## Призёры
Сокращения: WR — мировой рекорд | AR — рекорд континента | NR — национальный рекорд | CR — рекорд чемпионата

### Мужчины
| Дисциплина                   | Золото                                                                                    | Золото        | Серебро                                                                                       | Серебро      | Бронза                                                                | Бронза     |
| ---------------------------- | ----------------------------------------------------------------------------------------- | ------------- | --------------------------------------------------------------------------------------------- | ------------ | --------------------------------------------------------------------- | ---------- |
| 60 м подробности             | Кристиан Коулман США                                                                      | 6,37 CR       | Су Бинтянь Китай                                                                              | 6,42 AR      | Ронни Бейкер США                                                      | 6,44       |
| 400 м подробности            | Павел Маслак Чехия                                                                        | 45,47         | Майкл Черри США                                                                               | 45,84        | Деон Лендор Тринидад и Тобаго                                         | 46,37      |
| 800 м подробности            | Адам Кщот Польша                                                                          | 1.47,47       | Дрю Уиндл США                                                                                 | 1.47,99      | Саул Ордоньес Испания                                                 | 1.48,01    |
| 1500 м подробности           | Самуэль Тефера Эфиопия                                                                    | 3.58,19       | Марцин Левандовский Польша                                                                    | 3.58,39      | Абдалаати Игидер Марокко                                              | 3.58,43    |
| 3000 м подробности           | Йомиф Кеджелча Эфиопия                                                                    | 8.14,41       | Селемон Барега Эфиопия                                                                        | 8.15,59      | Бетвелл Бирген Кения                                                  | 8.15,70    |
| 60 м с барьерами подробности | Эндрю Поцци Великобритания                                                                | 7,46          | Джаррет Итон США                                                                              | 7,47         | Орел Манга Франция                                                    | 7,54       |
| Эстафета 4×400 м подробности | Польша · Кароль Залевский · Рафал Омелько · Лукаш Кравчук · Якуб Кшевина · Патрик Адамчик | 3.01,77 WR CR | США · Фред Керли · Майкл Черри · Олдрич Бэйли · Вернон Норвуд · Маркиз Вашингтон · Пол Дедево | 3.01,97 AR   | Бельгия · Дилан Борле · Джонатан Борле · Джонатан Сакур · Кевин Борле | 3.02,51 NR |
| Прыжок в высоту подробности  | Данил Лысенко Нейтральный атлет                                                           | 2,36 м        | Мутаз Эсса Баршим Катар                                                                       | 2,33 м       | Матеуш Пшибылко Германия                                              | 2,29 м     |
| Прыжок с шестом подробности  | Рено Лавиллени Франция                                                                    | 5,90 м        | Сэм Кендрикс США                                                                              | 5,85 м       | Пётр Лисек Польша                                                     | 5,85 м     |
| Прыжок в длину подробности   | Хуан Мигель Эчеваррия Куба                                                                | 8,46 м        | Луво Маньонга ЮАР                                                                             | 8,44 м AR    | Маркиз Денди США                                                      | 8,42 м     |
| Тройной прыжок подробности   | Уилл Клэй США                                                                             | 17,43 м       | Алмир дос Сантос Бразилия                                                                     | 17,41 м      | Нелсон Эвора Португалия                                               | 17,40 м NR |
| Толкание ядра подробности    | Томас Уолш Новая Зеландия                                                                 | 22,31 м AR CR | Давид Шторль Германия                                                                         | 21,44 м      | Томаш Станек Чехия                                                    | 21,44 м    |
| Семиборье подробности        | Кевин Майер Франция                                                                       | 6348 очков    | Дамиан Уорнер Канада                                                                          | 6343 очка NR | Майкель Уйбо Эстония                                                  | 6265 очков |

### Женщины
| Дисциплина                   | Золото                                                                                                | Золото        | Серебро | Серебро    | Бронза                                                                               | Бронза        |
| ---------------------------- | --- | ------------- | --- | ---------- | ------------------------------------------------------------------------------------ | ------------- |
| 60 м подробности             | Мюриэль Ауре Кот-д’Ивуар                                                                              | 6,97 AR       | Мари-Жозе Та Лу Кот-д’Ивуар | 7,05       | Муджинга Камбунджи Швейцария                                                         | 7,05          |
| 400 м подробности            | Кортни Около США                                                                                      | 50,55         | Шакима Уимбли США | 51,47      | Эйлид Дойл Великобритания                                                            | 51,60         |
| 800 м подробности            | Франсина Нийонсаба Бурунди                                                                            | 1.58,31 NR    | Эджи Уилсон США | 1.58,99    | Шелайна Оскан-Кларк Великобритания                                                   | 1.59,81       |
| 1500 м подробности           | Гензебе Дибаба Эфиопия                                                                                | 4.05,27       | Лора Мьюр Великобритания | 4.06,23    | Сифан Хассан Нидерланды                                                              | 4.07,26       |
| 3000 м подробности           | Гензебе Дибаба Эфиопия                                                                                | 8.45,05       | Сифан Хассан Нидерланды | 8.45,68    | Лора Мьюр Великобритания                                                             | 8.45,78       |
| 60 м с барьерами подробности | Кендра Харрисон США                                                                                   | 7,70 AR CR    | Кристина Мэннинг США | 7,79       | Надин Виссер Нидерланды                                                              | 7,84          |
| Эстафета 4×400 м подробности | США · Куанера Хейз · Джорджанн Молин · Шакима Уимбли · Кортни Около · Джоанна Эткинс · Рейвин Роджерс | 3.23,85 AR CR | Польша · Юстина Свенти-Эрсетич · Патриция Выцишкевич · Александра Гаворская · Малгожата Голуб-Ковалик · Йоанна Линкевич · Наталья Качмарек | 3.26,09 NR | Великобритания · Меган Бисли · Ханна Уильямс · Эми Оллкок · Зои Кларк · Аника Онуора | 3.29,38       |
| Прыжок в высоту подробности  | Мария Ласицкене Нейтральный атлет                                                                     | 2,01 м        | Вашти Каннингем США | 1,93 м     | Алессия Трост Италия                                                                 | 1,93 м        |
| Прыжок с шестом подробности  | Сэнди Моррис США                                                                                      | 4,95 м CR     | Анжелика Сидорова Нейтральный атлет | 4,90 м     | Екатерини Стефаниди Греция                                                           | 4,80 м        |
| Прыжок в длину подробности   | Ивана Шпанович Сербия                                                                                 | 6,96 м        | Бриттни Риз США | 6,89 м     | Состене Могенара Германия                                                            | 6,85 м        |
| Тройной прыжок подробности   | Юлимар Рохас Венесуэла                                                                                | 14,63 м       | Кимберли Уильямс Ямайка | 14,48 м    | Ана Пелетейро Испания                                                                | 14,40 м       |
| Толкание ядра подробности    | Анита Мартон Венгрия                                                                                  | 19,62 м NR    | Данниэль Томас-Додд Ямайка | 19,22 м NR | Гун Лицзяо Китай                                                                     | 19,08 м       |
| Пятиборье подробности        | Катарина Джонсон-Томпсон Великобритания                                                               | 4750 очков    | Ивона Дадич Австрия | 4700 очков | Йоргелис Родригес Куба                                                               | 4637 очков NR |

## Медальный зачёт
Медали завоевали представители 33 стран-участниц.
 Принимающая страна
| Место | Страна             | Золото | Серебро | Бронза | Всего |
| ----- | ------------------ | ------ | ------- | ------ | ----- |
| 1     | США                | 6      | 10      | 2      | 18    |
| 2     | Эфиопия            | 4      | 1       | 0      | 5     |
| 3     | Польша             | 2      | 2       | 1      | 5     |
| 4     | Великобритания     | 2      | 1       | 4      | 7     |
| 5     | Нейтральные атлеты | 2      | 1       | 0      | 3     |
| 6     | Франция            | 2      | 0       | 1      | 3     |
| 7     | Кот-д’Ивуар        | 1      | 1       | 0      | 2     |
| 8     | Куба               | 1      | 0       | 1      | 2     |
| 8     | Чехия              | 1      | 0       | 1      | 2     |
| 10    | Бурунди            | 1      | 0       | 0      | 1     |
| 10    | Венгрия            | 1      | 0       | 0      | 1     |
| 10    | Венесуэла          | 1      | 0       | 0      | 1     |
| 10    | Новая Зеландия     | 1      | 0       | 0      | 1     |
| 10    | Сербия             | 1      | 0       | 0      | 1     |
| 15    | Ямайка             | 0      | 2       | 0      | 2     |
| 16    | Германия           | 0      | 1       | 2      | 3     |
| 16    | Нидерланды         | 0      | 1       | 2      | 3     |
| 18    | Китай              | 0      | 1       | 1      | 2     |
| 19    | Австрия            | 0      | 1       | 0      | 1     |
| 19    | Бразилия           | 0      | 1       | 0      | 1     |
| 19    | Канада             | 0      | 1       | 0      | 1     |
| 19    | Катар              | 0      | 1       | 0      | 1     |
| 19    | ЮАР                | 0      | 1       | 0      | 1     |
| 24    | Испания            | 0      | 0       | 2      | 2     |
| 25    | Бельгия            | 0      | 0       | 1      | 1     |
| 25    | Греция             | 0      | 0       | 1      | 1     |
| 25    | Италия             | 0      | 0       | 1      | 1     |
| 25    | Кения              | 0      | 0       | 1      | 1     |
| 25    | Марокко            | 0      | 0       | 1      | 1     |
| 25    | Португалия         | 0      | 0       | 1      | 1     |
| 25    | Тринидад и Тобаго  | 0      | 0       | 1      | 1     |
| 25    | Швейцария          | 0      | 0       | 1      | 1     |
| 25    | Эстония            | 0      | 0       | 1      | 1     |
| Всего | Всего              | 26     | 26      | 26     | 78    |